# Euphorbia heleniana
Euphorbia heleniana är en törelväxtart som beskrevs av Albert Thellung och Otto Stapf. Euphorbia heleniana ingår i släktet törlar, och familjen törelväxter. Inga underarter finns listade i Catalogue of Life.